# Roger Amalfitano
Pour les articles homonymes, voir Amalfitano.
Roger Amalfitano, né le 21 septembre 1955 à Bougie en Algérie, est un footballeur français.
Aujourd'hui fonctionnaire dans une mairie, il est le père des footballeurs Morgan et Romain Amalfitano.